# Вулиця Кульпарківська
Вулиця Кульпарківська — одна з магістральних вулиць Львова. Початок бере від колишньої Городоцької рогатки при вулиці Городоцькій та прямує через місцевості Кульпарків та Скнилівок до виїзду з міста, де переходить у автошлях Т 1416 (Львів — Пустомити — Щирець — Меденичі). Утворює перехрестя з вулицями Копистинського, Героїв УПА, Антоновича, Окружною, Володимира Великого, Науковою та Ряшівською (проектованою). 
Прилучаються вулиці: Вечірня, Вітряна, Зв'язкова, Листова, Лікувальна, Перфецького, Порохова, Пустомитівська, Ранкова, Робітнича, Садова, Скісна, Хоробрих, Щирецька.

## Історія
У 1970-х роках вулицю Кульпарківську було розширено, причому стара частина вулиці збереглася, і пролягає майже паралельно з правого боку від № 138 до № 222. У 2009—2010 роках проведено капітальний ремонт вулиці.

## Назва
До XX століття вулиця мала назву Сокільницька дорога, оскільки прямувала у бік підміського села Сокільники. Від початку XX століття мала назву Дорога Кульпарківська, за назвою підміського села Кульпарків, яке вона перетинала. Ця назва збереглася в частині вулиці від залізничної колії до межі міста й була включена до складу вулиці 1934 року. У 1938 році частину вулиці від Городоцької до перетину з залізничними шляхами назвали вулицею Оборонців Львова на честь поляків, які загинули на часі польсько-української війни 1918—1919 років. Під час німецької окупації вулиця Оборонців Львова мала назву Ляндзерґассе, а вулиця Дорога Кульпарківська мала назву Ґольберґерґассе, на честь Пауля Гольдберга — власника фільварку «Ґольберґоф», від прізвища котрого й походить назва місцевості Кульпарків. У липні 1944 року колишні вулиці Ляндзерґассе та Ґольберґерґассе об'єднані в одну. Об'єднана вулиця отримала сучасну назву.

## Забудова

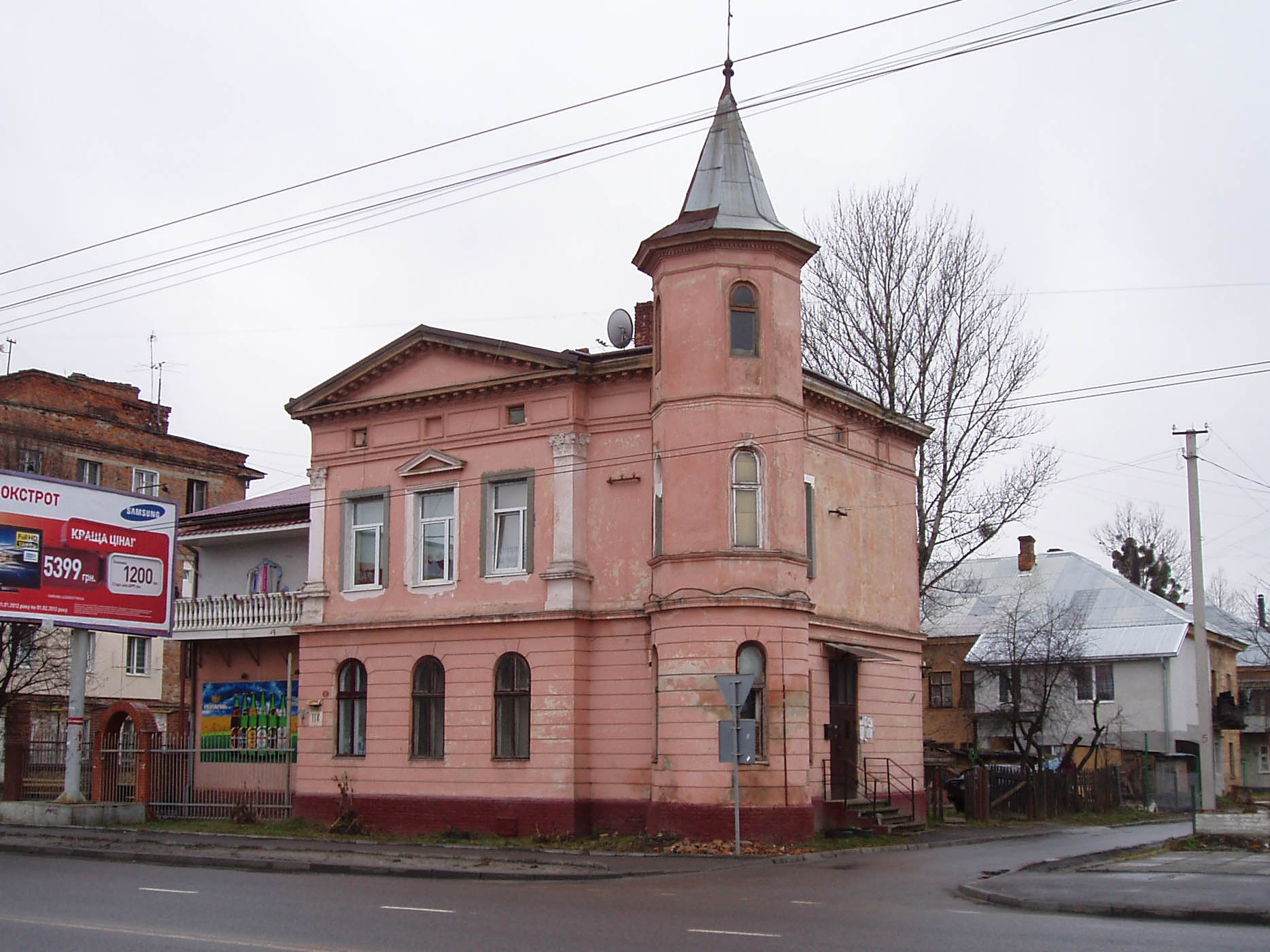
Вілла кінця XIX століття (вул. Кульпарківська, 114)

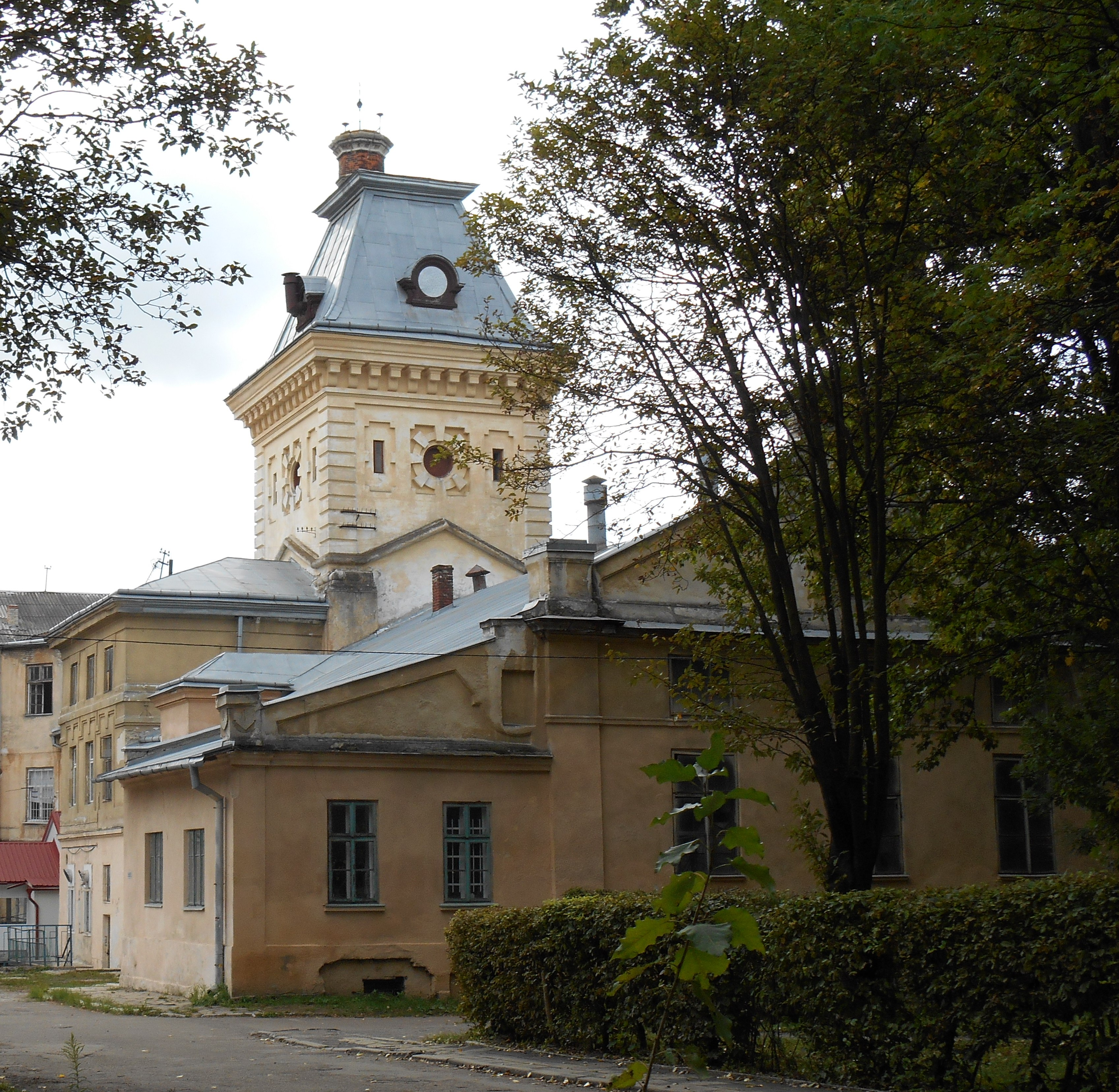
Львівська обласна клінічна психіатрична лікарня

У забудові вулиці зустрічаються класицизм, модерн, конструктивізм та малоповерхова приватна забудова, що збереглася від минулих сільських поселень Кульпарків і Скнилівок, а також присутня сучасна багатоповерхова забудова 2000—2010 років як житлового, так і комерційного призначення. 
- № 1. за польських часів містилася кондитерська Баняка, наприкінці 2000-х років магазин «Еколан», канцтовари та відділення «Ошадбанку».
- № 3а — житловий будинок, у якому на першому поверсі за Польщі діяло поштове відділення № 15[4], нині — магазин одягу. Від радянських часів й до 2018 року поштове відділення № 15 містилося у будинку навпроти на вул. Любінській, 4.
- № 22 — за Польщі була пекарня «Нью-Йорк» Перліка.
- № 35 —  триповерхова будівля, споруджена у 1950-х роках, де від радянських часів функціонує львівський обласний кардіологічний центр.
- № 37 — у двоповерховій будівлі 1950-х років від радянських часів й до 1990-х років діяв дитячий садок.
- № 59 — один з корпусів колишнього заводу «Кінескоп» (нині — офісний центр).
- № 64 — житловий будинок, де за часів СРСР містився відділ доставки продовольчих товарів для самотніх та осіб похилого віку. Наприкінці 2000-х років тут містився магазин «Під липою».
- № 64а — житловий комплекс «Парус Парк», збудований у 2015—2018 роках. У квітні 2019 року в одному з приміщень житлового комплексу відкрився супермаркет мережі «Spar» площею 524 м², що працює за системою франчайзингу. Для покупців працюють кулінарний, м'ясний та рибний цехи, щоб запропонувати свіжі та якісні продукти на кожен день. Пекарня щодня випікає запашні хліб та здобу власного виробництва, а у відділі Food-to-Go представлений широкий асортимент швидких перекусів та напоїв на будь-який смак. Також у магазині працює фреш-відділ зі свіжими овочами і фруктами. Для зручності покупців працюють 4 каси та 3 експрес-каси[5].
- № 66 — за Польщі тут були склади бюро доставки будівельних матеріалів Станіслава Мастальського[6]. Нині цієї адреси не існує.

- № 78 — одноповерховий садибний будинок початку XX століття на розі з вулицею Окружною. Розібраний у 2024 році. Нові власники планують збудувати в глибині земельної ділянки, подалі від дороги, невеликий приватний медичний заклад, а саме стоматологічну клініку. На місці знесеного будинку передбачається відкрита гостьова стоянка, що дозволить розширити пішохідну зону. Нова будівля матиме три комерційні поверхи та технічне приміщення. Будівля складної форми однією стороною примикатиме до сусідського цегляного гаража[7].
- № 93 — комплекс будівель колишнього Львівського заводу залізобетонних виробів № 1. Протягом 2019-2023 років на місці колишнього заводу збудований ЖК «Парус Сіті», який об'єднує  п'ять житлових будинків бізнес-класу каскадною поверховістю — 10-17 поверхів. На території ЖК «Парус City» споруджено дитячий садок, великий паркінг, власні котельню та трансформаторну підстанцію, дитячі та спортивні майданчики, облаштовано пішохідні доріжки та прогулянкові алеї, встановлено альтанки та лавки. Частина покрівель експлуатована. Там організують лаунж-зони та зони для відпочинку[8].
- № 95 — за Польщі тут був заклад для душевнохворих, заснований ще 1876 року[9]. З 1940-х років тут діє Львівська обласна клінічна психіатрична лікарня. З 2006 року — Комунальний заклад «Львівська обласна клінічна психіатрична лікарня». Пам'ятка архітектури місцевого значення під охоронним № 1618-м[3]. На її території закладу від лютого 1993 року діє каплиця святого Йосифа. На території лікарні є цікава споруда, якій понад сто років — водонапірна вежа, збудована у 1905 році за проєктом архітектора Альфреда Захаревича[10]. В одному з корпусів лікарні у 1940—1950-х роках діяла неповна середня школа № 27 міського відділу народної освіти[11]. 28 червня 2024 року, на сесії Львівської обласної ради депутати прийняли рішення оголосити парк «Кульпарків», розташований на території Львівської обласної клінічної психіатричної лікарні, заповідною зоною. За створення нового об'єкту природно-заповідного фонду проголосували 44 депутати[12].
- № 99 — Львівський університет бізнесу та права, НВК "«Школа — ліцей „Європейський“».
- № 99б — Львівська філія інституту вертебрології та реабілітації, що спеціалізується на лікуванні захворювань спини та суглобів[13].
- № 108 — вілла кінця XIX століття. Нині тут міститься спеціалізований магазин спорядження для гірськолижного спорту та бігових лиж, туризму, водних видів спорту «Спорт-Континент»[14].
- № 114 — вілла кінця XIX століття. Має вежу зі шпильчастим дахом, який прикрашає флюгер з зображенням півня.
- № 118 — від радянських часів міститься крамниця «Продукти» та кав'ярня.
- № 124 — двоповерховий будинок, де у радянські часи працювало відділення «Ощадбанк»у, кафе-бар «Синевир», ремонт взуття й перукарня. Нині тут перукарня «Ефект-люкс», магазин-салон «Вікна, двері», майстерня з ремонту взуття та магазин «Щирецькі ковбаси».
- № 125 — чотирнадцятиповерховий житловий будинок, споруджений наприкінці 1970-х років. У одноповерховій прибудові до цього будинку від радянських часів міститься магазин «Молоко-Хліб». На початку 2000-х років в частині приміщень магазину обладнана гуртівня з продажу електропобутових товарів «Krups», а нині — гуртівня канцтоварів.
- № 131 — чотирнадцятиповерховий житловий будинок, споруджений наприкінці 1970-х років. У одноповерховій прибудові до цього будинку від радянських часів працює відділення поштового зв'язку № 71, а нині крім пошти тут функціонують танцювальний клуб «Естет», відділення «Нової пошти» № 43 та ЛКП «Південне».
- № 139 — дванадцятиповерховий житловий будинок, споруджений наприкінці 1970-х років як гуртожиток працівників Львівського автобусного заводу. На першому поверсі містяться магазин «Посуд» та салон-перукарня «Афродіта».
- № 182 — заклад дошкільної освіти (ясла-садок) № 168 (на 12 груп), згодом у цьому приміщенні навчалися учні початкових класів львівської середньої загальноосвітньої школи № 40[15]. У 2012 році приміщення було вивільнено від орендарів[16]. Наприкінці 2016 року дитячий садок відновив свою роботу[17].
- № 200а — триповерховий офісний комплекс, збудований компанією «Плаза-Львів», висота будівлі 16 метрів[18]. Початково тут було заплановане будівництво житлової шістнадцятиповерхівки, але через протести мешканців власник будови відмовилися від попередніх планів[19]. 19 червня 2019 року у новобудові відкрився «Futura Hub» — перший інноваційний простір у Львові, де поєднано одночасно сучасне мистецтво, емоційний релакс, конструктивні бізнес-рішення та гастрономічне задоволення (піцерія «Pizza Celentano», сучасна пекарня-кондитерська «SHOco», веганське кафе «OM NOM NOM», паб «Craft&Kumpel», а також «ZWIN wine&robata»)[20].
- № 226а — найбільший у Західній Україні торгово-розважальний комплекс «Victoria Gardens», відкритий 29 жовтня 2016 року[21].

## Транспорт
Вулиця Кульпарківська має велике значення у транспортній схемі Львова, оскільки забезпечує сполучення львівських головного та приміського залізничних вокзалів з місцевостями Кульпарків, Скнилівок, Сихів, а також багатьма навколишніми селами.

### Тролейбус
На початку 1980 року було прокладено тролейбусну лінію вулицею Кульпарківською, якою курсував маршрут № 2 до площі Богдана Хмельницького (нині — площа Святого Юра). 1992 року лінія була скорочена до вул. Невського (нині — Вулиця Митрополита Андрея). У 2003 році лінія подовжена до вулиці Університетської. 1982 року було прокладено тролейбусну лінію частково вулицею Кульпарківською, якою курсував маршрут № 17 до вулиці Енергетичної. У 1984 році маршрут був скасований. Натомість частково вулицею Кульпарківською стали курсувати: з 1984 року — маршрут № 10 до вулиці 17 Вересня (нині — вулиця Січових Стрільців), а з 1988 року — маршрут № 14 до вул. Терешкової (нині — вулиця Виговського, зупинка «ТВЦ Південний»). 1992 року маршрут № 14 скасований, а 1999 року — відновлено, а згодом знов скасований. 2014 року почав курсувати маршрут № 20 до львівського автовокзалу, але вже три роки потому, через свою нерентабельність був скасований. 9 липня 2018 року призупинив свою роботу тролейбусний маршрут № 10.
Станом на березень 2019 року вулицею курсує лише тролейбусний маршрут № 2. З 1 липня 2019 року змінена нумерація тролейбусних маршрутів у Львові. Згідно цих змін, колишній тролейбусний маршрут № 2 отримав № 22. З 10 червня 2020 року було відновлено тролейбусний маршрут № 30, який до липня 2019 року курсував під № 10. 6 квітня 2022 року тролейбусний маршрут № 30 змінений і за тимчасовою схемою тролейбуси цього маршруту курсуватимуть так: «Університет — Героїв УПА — Любінська — Патона — Ряшівська — Патона — Любінська — Антоновича — Університет». Натомість вулицею Кульпарківською від 10 серпня 2022 року почав курсувати новий тролейбусний маршрут № 38, який з'єднав Проспект Святого Івана Павла ІІ з площею Кропивницького. 

### Автобус
Вулиця Кульпарківська має чимало автобусних маршрутів, відповідно до нової транспортної схеми, яка була запроваджена у Львові у 2012 році. Вулицею курсують міські автобусні маршрути № 7Н, 10, маршрутні таксі № 7, 14, 23, 25, 27, 32, 38, 51, а також приміські маршрути № 133, 141, 171, які сполучають села Ков'ярі, Басівку та місто Пустомити зі Львовом.